# Andrzej Korycki (piosenkarz)
Andrzej Korycki (ur. 21 kwietnia 1966 w Żyrardowie) – polski piosenkarz, kompozytor, gitarzysta i autor tekstów piosenek, związany z nurtem piosenki żeglarskiej. Członek grupy Stare Dzwony i Bluska. Obecnie występuje w duecie z Dominiką Żukowską. Zadebiutował na scenie szantowej w 1983 roku na festiwalu Shanties. Poza szantami wykonuje utwory Bułata Okudżawy, Włodzimierza Wysockiego, Żanny Biczewskiej, tradycyjne pieśni ludowe (polskie, rosyjskie oraz bałkańskie) i piosenki turystyczne. Na co dzień pracuje jako instruktor w Domu Kultury w Żyrardowie.

## Dyskografia[1][2]
Albumy solowe:
- „Chciałem być żeglarzem” (1997),
- „Załoga” (2001).

Z zespołem Stare Dzwony:
- „Pora w morze nam” (2003),
- „Rejs ku wyspom szczęśliwym” (2008),
- „Stare Dzwony ciągle grają..." (CD+DVD, 2015).

Z Dominiką Żukowską:
- „Tradycyjne ballady morskie” (2006),
- „Rejs tawerną” (2007),
- „Kolędy żeglarskie na cały rok” (2007),
- „Plasterek cytryny i ja” (2011),
- „Trzy życia” (2014).